# リチャード・ブローティガン
リチャード・ブローティガン（Richard Brautigan、1935年1月30日 - 1984年9月16日？）は、アメリカ合衆国ワシントン州タコマ出身の作家、詩人。

## 人物
1964年、小説『ビッグ・サーの南軍将軍』を出版。以後『アメリカの鱒釣り』、『西瓜糖の日々』、『芝生の復讐』などを発表、1976年には来日している。『アメリカの鱒釣り』によって一躍ビート・ジェネレーションの作家の代表格として祭り上げられるが、本国では次第に忘れられ、むしろ日本やフランスにおいて評価が高い。
かなり飛躍した比喩を用い、深い心理描写を故意に欠いた文体で独特の幻想世界を築く。アメリカン・ドリームから遠く隔たった、どちらかと言えば落伍者的、社会的弱者風の人々の孤立した生活を掬う。
日本では翻訳家の藤本和子がその著書のほとんどを翻訳し、時として原文以上とも評されたその清新な訳文は、日本における翻訳文学の系譜の上で重要なものである。作家でも村上春樹、高橋源一郎、小川洋子といった面々が影響を受けている。
1984年10月25日、カリフォルニア州ボリナスの自宅でピストル自殺しているのが発見された。正確な死亡日時は不明であるが、9月16日の日曜日に近隣住民がアメリカン・フットボールの試合をテレビで観戦中に銃声のようなものを聞いたと証言しており、9月16日ではないかと推測されている。
複数の作品に断片的に自伝的要素が織り込まれていると言われるが、極貧の中で満足な教育も受けずに育った少年時代は、詳細が不明である。評伝としては藤本和子著『リチャード・ブローティガン』（新潮社、2002年）がある。
（以下、刊行年等の情報はブローティガンのアーカイブを参照した）

## 小説
| タイトル                                                                          | 出版年月日     | 出版社                                 | 翻訳者     | 日本語版                                                     |
| --------------------------------------------------------------------------------- | -------------- | -------------------------------------- | ---------- | ------------------------------------------------------------ |
| ビッグ・サーの南軍将軍 A Confederate General from Big Sur                         | 1964年         | グローブ・プレス社                     | 藤本和子   | 河出書房新社 （1979年12月7日） 河出文庫 （2005年11月8日）    |
| アメリカの鱒釣り Trout Fishing in America                                         | 1967年10月12日 | フォー・シーズンズ・ファウンデーション | 藤本和子   | 晶文社 （1975年1月20日） 新潮文庫 （2005年8月1日）           |
| 西瓜糖の日々 In Watermelon Sugar                                                  | 1968年6月14日  | フォー・シーズンズ・ファウンデーション | 藤本和子   | 河出書房新社 （1979年11月8日） 河出文庫 （2003年7月8日）     |
| 愛のゆくえ The Abortion: An Historical Romance 1966                               | 1971年3月23日  | サイモン&シュスター社                  | 青木日出夫 | 新潮文庫 （1975年3月30日） ハヤカワepi文庫 （2002年8月21日） |
| 芝生の復讐 Revenge of the Lawn                                                    | 1971年10月1日  | サイモン&シュスター社                  | 藤本和子   | 晶文社 （1976年2月） 新潮文庫 （2008年4月1日）               |
| ホークライン家の怪物 The Hawkline Monster: A Gothic Western                       | 1974年9月      | サイモン&シュスター社                  | 藤本和子   | 晶文社 （1975年6月）                                         |
| 鳥の神殿 Willard and His Bowling Trophies: A Perverse Mystery                     | 1975年9月13日  | サイモン&シュスター社                  | 藤本和子   | 晶文社 （1978年2月）                                         |
| ソンブレロ落下す―ある日本小説 Sombrero Fallout: A Japanese Novel                  | 1976年         | サイモン&シュスター社                  | 藤本和子   | 晶文社 （1976年10月）                                        |
| バビロンを夢見て―私立探偵小説1942年 Dreaming of Babylon: A Private Eye Novel 1942 | 1977年         | デラコート・プレス社                   | 藤本和子   | 新潮社 （1978年8月）                                         |
| 東京モンタナ急行 The Tokyo-Montana Express                                        | 1980年         | デラコート・プレス社                   | 藤本和子   | 晶文社 （1982年10月）                                        |
| ハンバーガー殺人事件 So the Wind Won't Blow It All Away                           | 1982年         | デラコート・プレス社                   | 松本淳     | 晶文社 （1985年3月）                                         |
| 不運な女 An Unfortunate Woman: A Journey                                          | 1994年         | Bourgois （仏語訳版）                  | 藤本和子   | 新潮社 （2005年9月30日）                                     |
| 不運な女 An Unfortunate Woman: A Journey                                          | 2000年         | セント・マーティン・プレス社           | 藤本和子   | 新潮社 （2005年9月30日）                                     |

## 詩集
- The Return of the Rivers, (1957年), The Pill versus the Springhill Mine Disaster に再収録
- The Galilee Hitch-Hiker, (1958年), The Pill versus the Springhill Mine Disaster に再収録
- Lay the Marble Tea, (1959年), The Pill versus the Springhill Mine Disaster に再収録
- The Octopus Frontier, (1960年), The Pill versus the Springhill Mine Disaster に再収録
- All Watched Over by Machines of Loving Grace, (1967年), The Pill versus the Springhill Mine Disaster に再収録
- Please Plant This Book, (1968年)
- 『チャイナタウンからの葉書』（池澤夏樹訳）、『ピル対スプリングヒル鉱山事故』（水橋晋訳）The Pill versus the Springhill Mine Disaster, (1968年)
- 『ロンメル進軍』（髙橋源一郎訳）Rommel Drives on Deep in Egypt, (1970年)
- 『突然訪れた天使の日』（中上哲夫訳）Loading Mercury with a Pitchfork, (1976年)
- 『東京日記』（福間健二訳）June 30th, June 30th, (1978年)
- 『エドナ・ウェブスターへの贈り物 故郷に残されていた未発表作品』（藤本和子訳）The Edna Webster Collection of Undiscovered Writings (1999年）